# Prtovč
Prtovč je naselje u slovenskoj Općini Železniku. Prtovč se nalazi u pokrajini Gorenjskoj i statističkoj regiji Gorenjskoj. 

## Stanovništvo
Prema popisu stanovništva iz 2002. godine naselje je imalo 21 stanovnika.